# Œuf en gelée
L’œuf en gelée est une entrée froide d'œuf mollet ou poché pris dans une gelée clarifiée (aspic) à base de bouillon de viande, servi le plus souvent en portion individuelle moulée, classiquement garni de jambon blanc et d'estragon.

## Dénomination

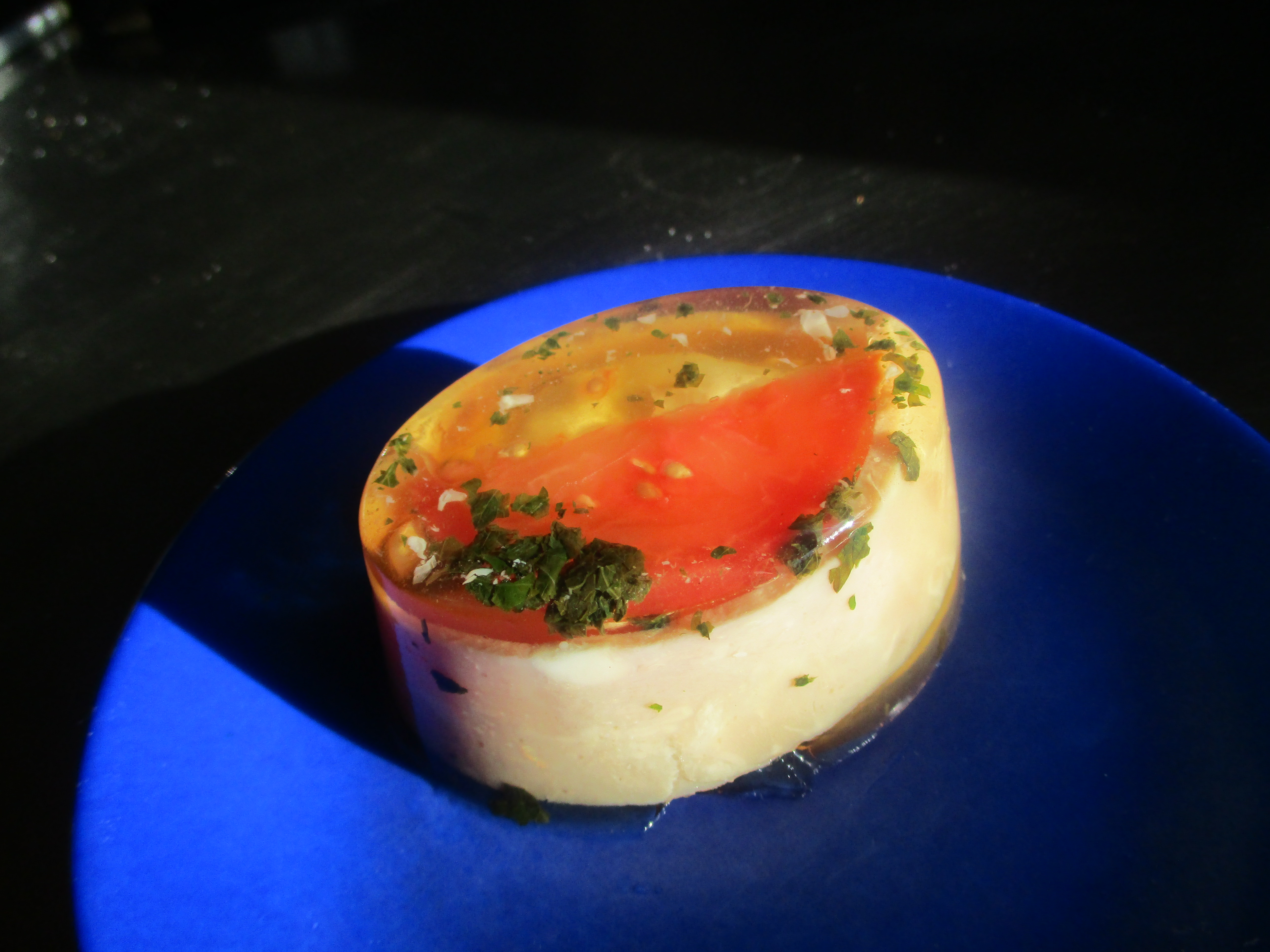
Décor tomate.

Œuf à la gelée est plus fréquent qu’œuf en gelée jusqu'à la seconde moitié du XIXe siècle. Carême en 1814 sert des œufs à la gelée dans les entremets, on les rencontre en 1830,. L'expression œuf en gelée va progressivement s'imposer au XXe siècle et à la gelée disparaît des usages vers 1940,.
Il s'agit d'un aspic au sens de plat froid en gelée, mais l'expression aspic est rarement associée aux œufs : André Viard (1817) écrit « On peut aussi faire des œufs en aspic, pour entremets, de petits moules propres à contenir un œuf poché avec de la gelée » puis donne des œufs pochés à l'aspic,. Auguste Colombié (1906) donne un aspic d'œufs pochés, Ali-bab (1946) des œufs pochés en aspic,. Aspic d’œuf est toujours rare dans les sources écrites actuelles : Mélanie Martin (2014) qui l'utilise écrit aspic d’œuf en gelée pour faire un œuf en gelée au jambon/cornichons classique.

### Aspic dans les autres langues

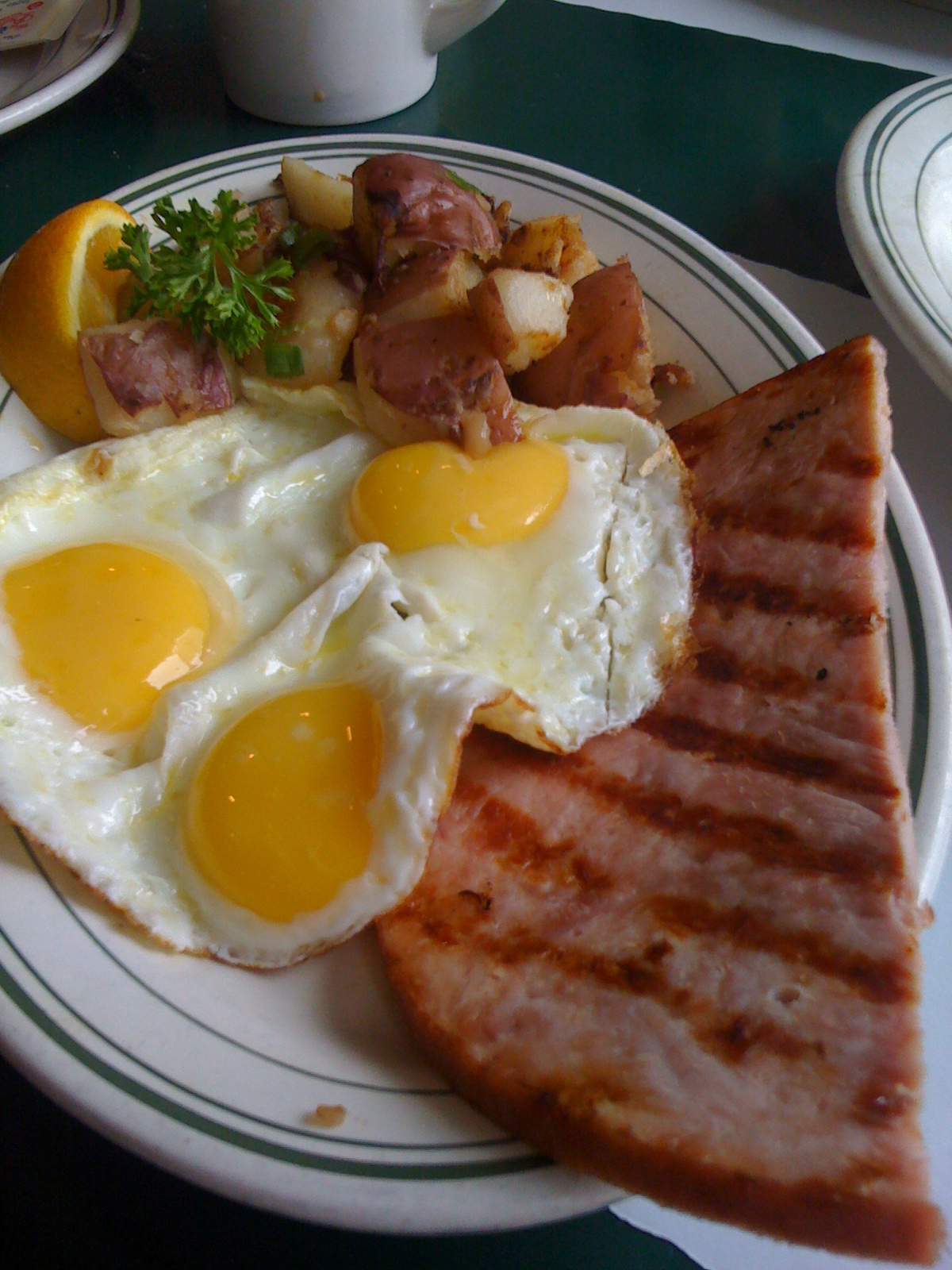
Eggs and ham.

Dans la plupart des langues les œufs en gelée sont des œufs fait de gelée : les œufs de Pâques en gelée colorée : anglais Egg in jelly, Easter Jelly Eggs, espagnol huevos de Pascua de gelatina, italien uova di gelatina, russe желейное яйцо, etc.,. L'œuf en gelée se dit aspic, aspik, 煮こごり, egg in aspic (œuf en gelée en français se rencontre dans les textes en anglais ou Œuf's en Gelee chez Joe Beef à Montréal), aspic di uova e prosciutto, Ei und Schinken in Aspik, Áspic de huevo, заливное яйцо, et tous ces aspics sont des formes riches de légumes, viandes ou poissons où se perdent des œufs.
La traduction exacte de l'œuf en gelée (donc au jambon) Egg and ham in aspic, Ei und Schinken Aspik, etc. est rarement employée (en anglais 4 700 occurrences chez google, une seule mention dans les livres),. Les Ham and eggs chauds anglais et américains n'ont rien à voir avec l'œuf en gelée au jambon.
L'anglophone Tamar Adler écrit (2019) : « Un œuf en gelée (en français dans le texte) est un aspic, comme c'est un œuf à la coque. C'est d'ailleurs un œuf à la coque suspendu comme un bijou dans un bouillon fort gélifié dont l'intérieur semble avoir été enfilé de minuscules feuilles d'herbe ».

### Vers la forme aboutie: l'œuf en gelée au jambon blanc

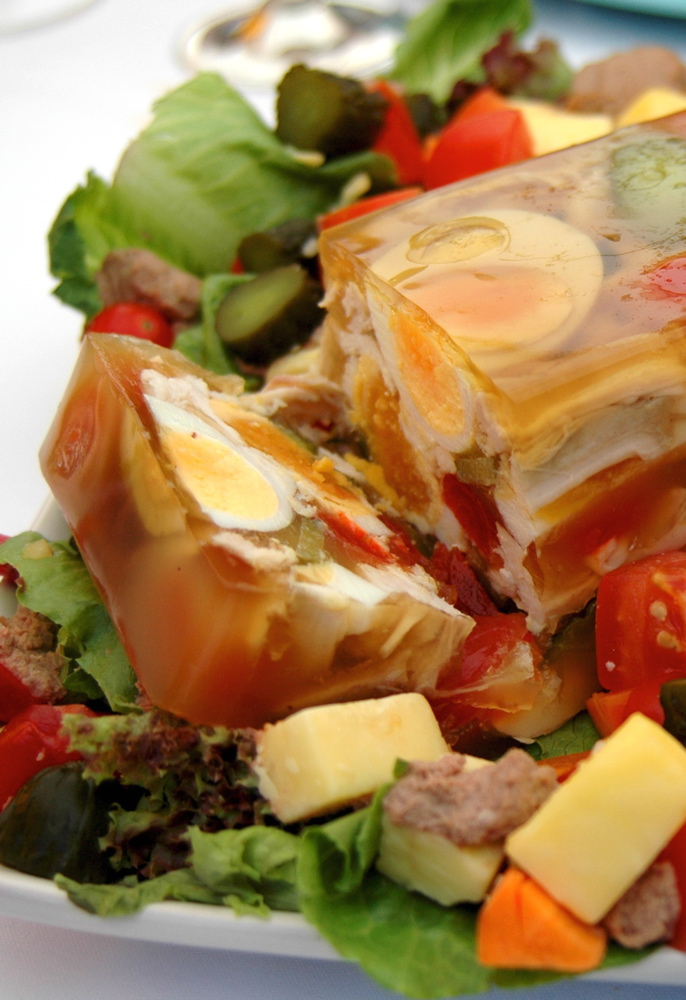
Aspic avec des œufs durs.

Tôt dans l'histoire de l’œuf en gelée (1905) apparaît l'œuf en gelée au jambon. L'œuf en gelée quitte son statut d'entremet pour devenir une entrée au XXe siècle, Alexandre Dumas formule bien le problème : « l'aspic est une entrée froide...pourtant les maitres cuisiniers recommandent de les servir après le rôti, au second service », mais le service à la française vivait ses derniers jours. En 1910, l'œuf en gelée à l'estragon est un hors-d'œuvre. Il va devenir dès avant la seconde Guerre mondiale l'incontournable des charcutiers-traiteurs, l'œuf en gelée francophone dans son petit moule ovale à œuf en gelée,. Un classique: œuf mollet, gelée, jambon blanc, estragon. Une recette de bistro,. Les fiches techniques de La cuisine de référence (2015) donnent la recette canonique (catégorie œufs pochés servis froids): œufs pochés à la gelée au Madère ou au Porto avec du jambon blanc. Décor: cerfeuil, estragon, tomate rouge, vert de poireau.

## Le savoir faire de l'œuf en gelée

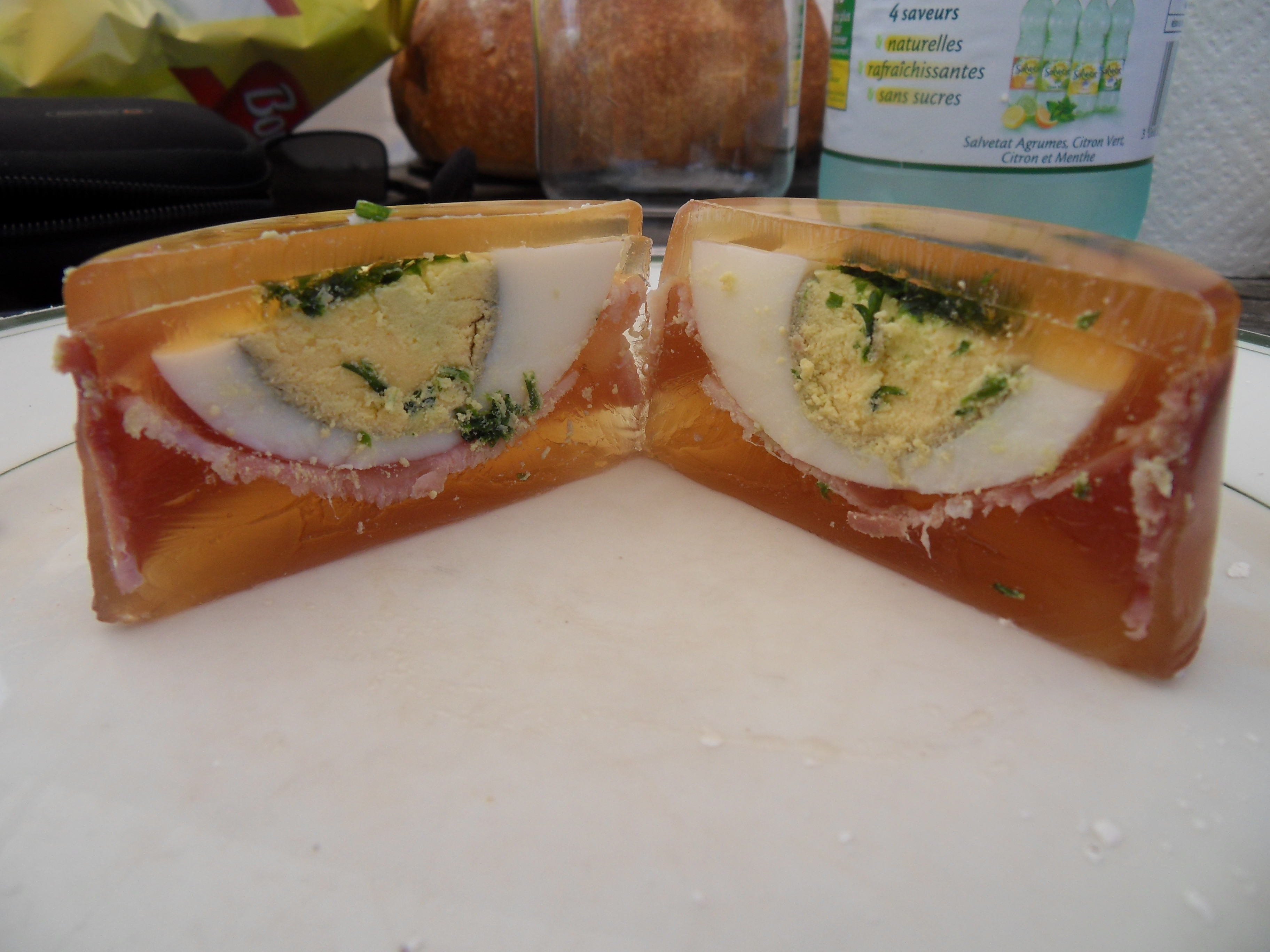
Œuf dur en gelée au jambon : rare.

### La cuisson de l'œuf
Œuf poché ou œuf mollet, le blanc est pris le jaune est coulant,. Les aspics d'œufs durs se font avec des petits œufs ou bien d'œufs durs farcis, les œufs durs décorent les aspics notamment de volaille,. Les œufs de caille en gelée (cuisson 90 secondes) se font également au jambon, Hors-d'œuvre du monde entier (2001) les présente avec une feuille de coriandre.
L'œuf parfait en gelée est à la mode (l'œuf parfait est un œuf à la coque cuit longuement à basse température, blanc tremblant, jaune coulant).
Avant de déposer l'œuf dans le moule on décore le fond du moule d'une première couche de gelée. Le démoulage est une opération délicate, on chauffe rapidement le moule dans l'eau chaude, on retourne et on démoule sur un tissu de façon à ne pas casser la gelée.

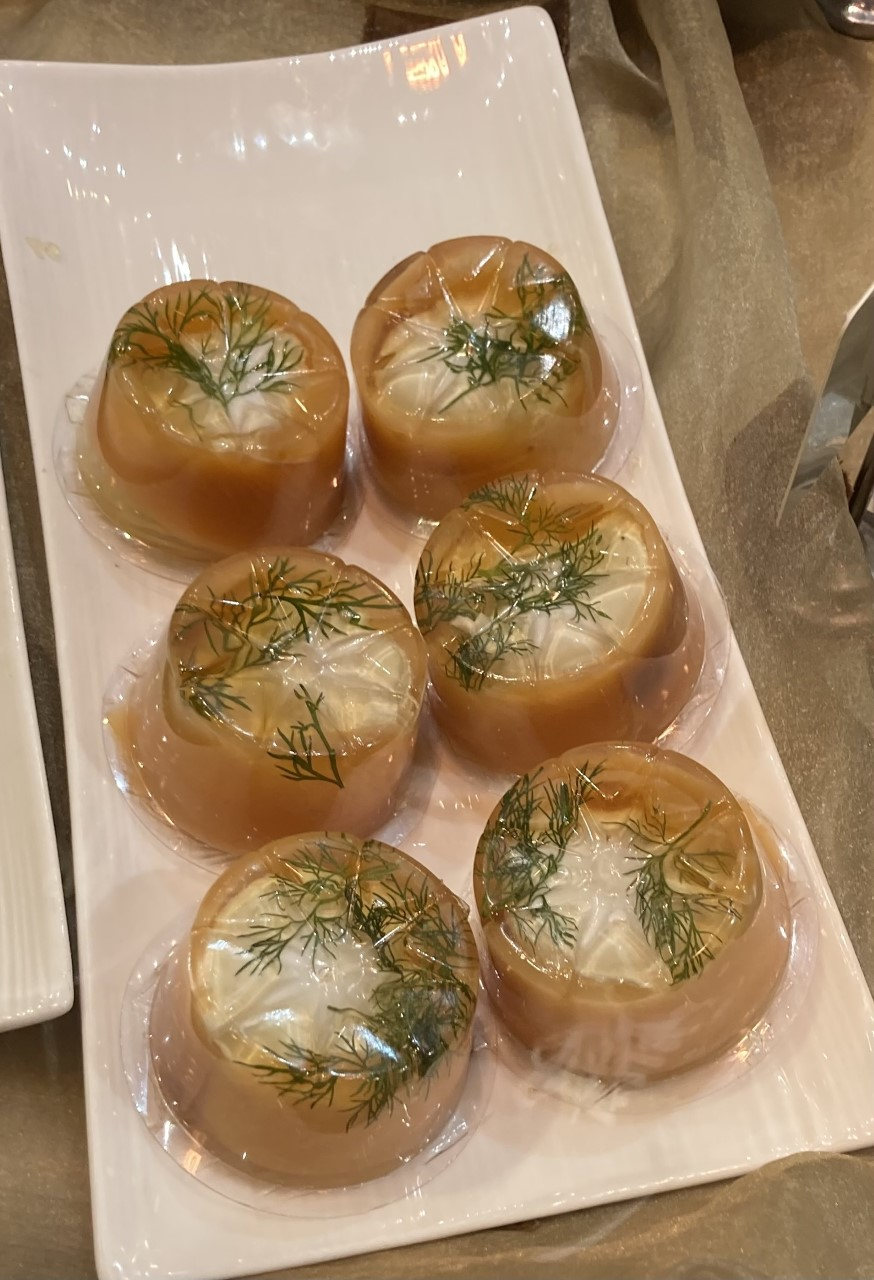
Au jambon et à l'aneth.

### La gelée
Les anciennes recettes donnaient la façon de préparer une gelée de viande maison (jarret, pied de veau, pied de porc, carottes, oignon, aromates : estragon, persil, cerfeuil, laurier, cuire quelques heures puis éclaircir),. Le bouillon de base est généralement un bouillon de volaille. Les gélatines en feuille ou en poudre ou l'agar-agar ont simplifié la manière de faire une gelée.
Si la gelée est trop ferme le démoulage se fera avec des grumeaux et il restera de la gelée dans le moule. A. Bautte écrit que la gelée doit être « suffisamment ferme pour bien se tenir mais rester fondante ».
Escoffier est impératif: « La première condition à observer [...] est d'avoir une gelée succulente, limpide et collée juste à point... La première couche de gelée doit laisser transparaitre nettement les éléments du décor ».
La gelée s'aromatise au Porto, au vin blanc, au Xérèz sec, Gaston Lenôtre les faisait au Malaga, et Marie Borrel à la gelée de thé vert,,,,. 

### Les garnitures et aromates

#### Le jambon ou le saumon
Le jambon doit être bien rose. Le plus usuel est le jambon de Paris découpé soit à l'ancienne c'est-à-dire une rondelle de jambon qu'on pose au fond du moule, soit en lanière qui entoure l'œuf. Autres jambons cuits: l'aspic suisse au foin de jambon, œuf dur et du jambon au foin (« étincellent à travers la gelée limpide »), le jambon d'York,,. Dans le Morvan les œufs au jambon de Pâques se font de jambon cru dessalé, cuit, qu'on mange chaud ou froid avec des œufs dans la gelée du court bouillon (recette proche du jambon persillé).
Escoffier donne une liste de substituts ou de compléments au jambon: la langue, le blanc de poulet, la truffe, du faisan ou du perdreau coupés en fine julienne; des pointes d'asperges, des petits pois, etc. on trouve aussi, morceaux de poisson, crevettes,. Le saumon fumé remplace le jambon dans les versions les plus tardives, l'aneth devient alors l'aromate de circonstance. Les œufs en gelée à la truite fumée sont recommandés pour les problèmes de thyroïde.

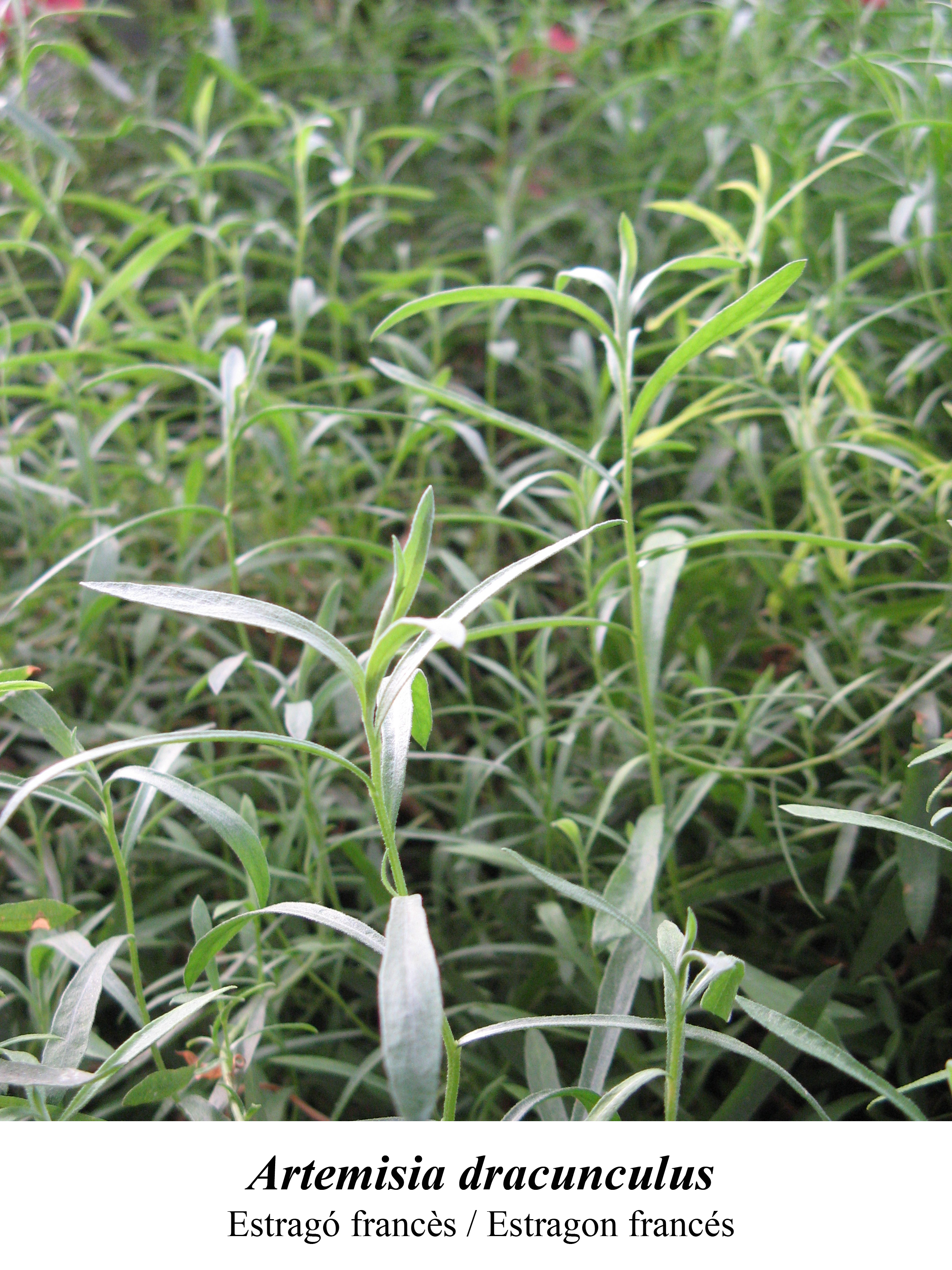
L'estragon, ami fidèle de l'œuf en gelée.

#### L'estragon - Œufs à l'estragon
L'accord œuf-estragon est ancien: Dumas donnait (1873) des œufs à l'estragon (sorte d'œuf brouillé à l'estragon) et Catherine de Bonnechére (1895) une omelette à l'estragon,. 
L'estragon apparait avec l'œuf en gelée moderne au jambon (1909). L'œuf à la gelée d'estragon figure dans la Cuisine du Cordon Bleu avec « une forte pincée d'estragon frais » dans la gelée, il n'est pas là pour la décoration. Prosper Montagné (1902) écrit que la gelée doit être « très parfumée à l'estragon ». L'estragon se suffit à lui-même et l'œuf en gelée à l'estragon (« en robe transparente » dit Marie-Claude Bisson) ne demande rien d'autre.
En 1929, les œufs à l'estragon sont devenus un monde: «Ces œufs peuvent se faire soit durs, mollets, pochés, moulés, et se servir froids ou chauds». A. Bautte ne manque jamais d'ajouter un peu d'estragon dans les mayonnaises de ses œufs, il lui donne même un nom qu'il est seul à utiliser: Sauce Mayonnaise à l'Estraémy. 

#### et autres garnitures
Œuf en gelée au foie gras (avec truffe). Œuf en gelée Fernande (œufs pochés avec une gelée au coulis de tomate). Œuf en gelée à la Chivry (avec une mayonnaise à la purée d'épinard, cerfeuil et estragon cuits puis recouverts de gelée hachée). Aspic d'œufs durs demi-deuil (alternance d'œufs et de truffes dans une gelée blanche à l'estragon). Œuf en gelée aux chanterelles et poulet au Québec. Avec des crevettes roses. À la moscovite ou à la russe: avec du concombre ou sur des barquettes de concombre.

### Le moule à œuf en gelée

#### Présentation en portion individuelle
Le moule pour œufs en gelée standard est ovale (86 × 66 mm, hauteur 34 mm, soit 90 ml) est souvent en PVC, facile à démouler. Le moule médaillon (diamètre 70 mm, hauteur 35 mm) permet des jolis décors,. Il existe aussi des moules en métal réutilisable, on peut utiliser une tasse, un verre, une timbale ou un ramequin.

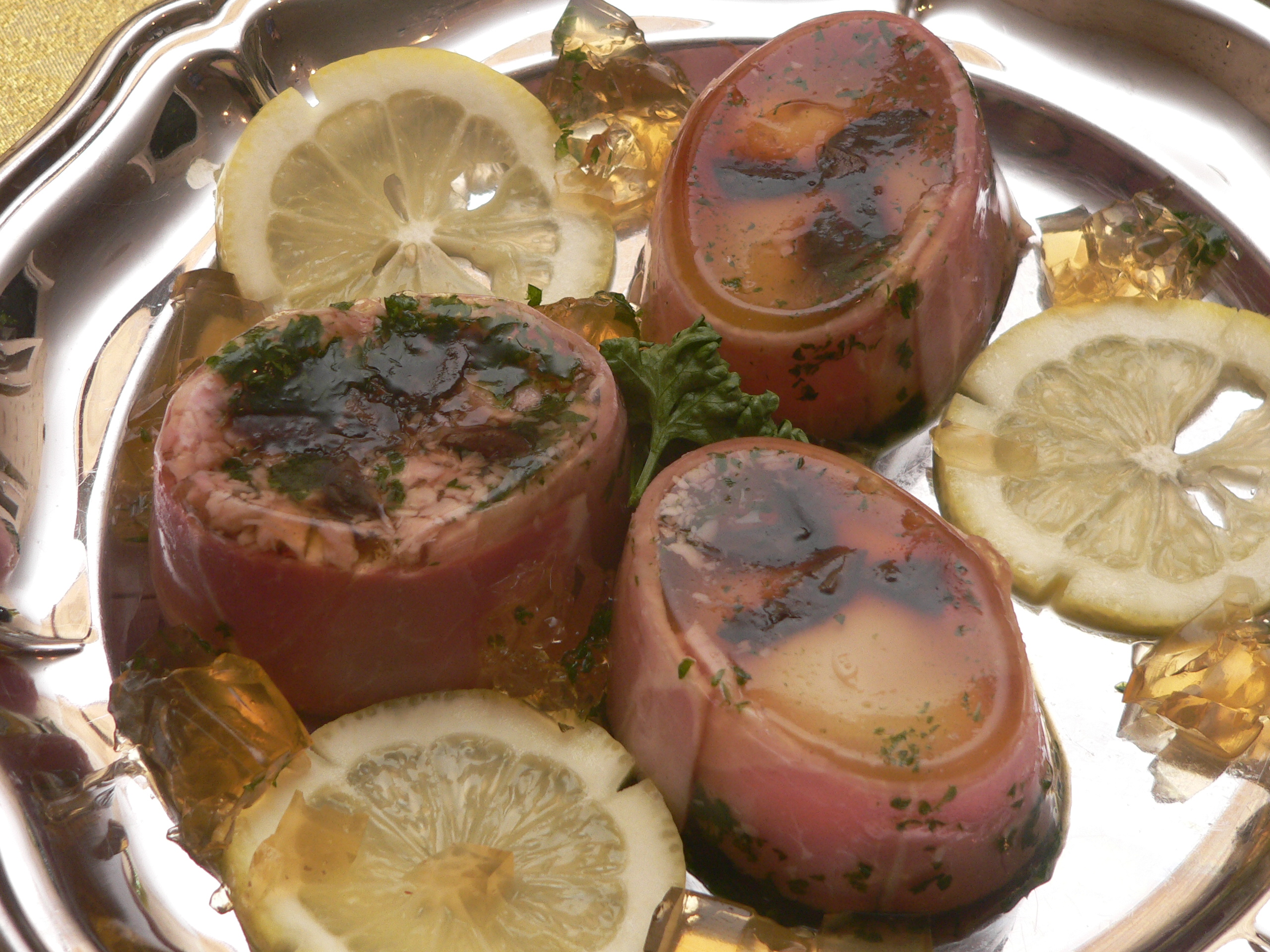
Ovale au jambon.

#### Terrine, couronne
La terrine d'œufs en gelée est citée sur le même principe (foie gras, jambon, œufs durs dans La cuisine du siècle - 1895) mais la présentation est en terrine. Les œufs en gelée se font aussi en couronne, ce qui permet de disposer au centre une salade froide. Une présentation classique est la chartreuse d'œufs en gelée avec diverses salades.

## Le service des œufs en gelée

### Accompagnement des œufs en gelée
Les œufs en gelée s'accompagnent traditionnellement de salade russe, salade de légumes, salade Rachel (salade d'automne, céleri-rave, truffe, fond d'artichaut, pomme, asperge, betterave, noix) ou une salade simple. Escoffier sert en même temps une saucière de mayonnaise.

### Que boire avec les œufs en gelée?
Un vin blanc sec plutôt jeune s'accorde avec les œufs en gelée, surtout avec l'estragon qui demande un vin aux aromes anisés : arbois blanc, minervois blanc, bourgogne blanc, pinot d'Alsace, mâcon blanc, pouilly-fumé, gaillac blanc, xérès fino,,,. Les rouges légers et faciles :  irancy, pinot-noir d'Alsace, fleurie. Si l'estragon est absent : muscadet ou saké,.
Avec les œufs en gelée de dashi à l'agar-agar les sakés de la région de Hokuriku.

## Les variantes d'œufs en gelée

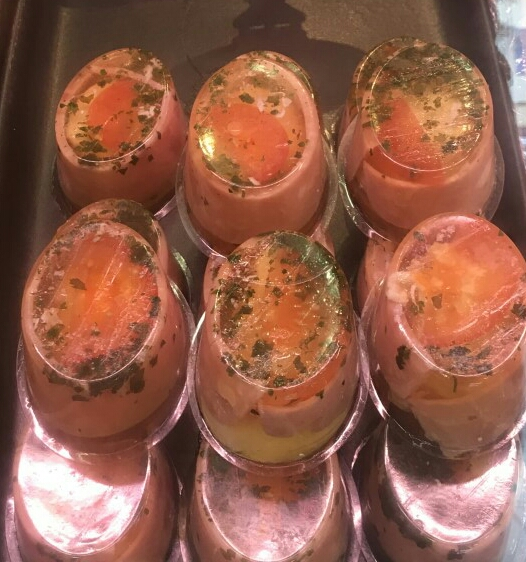
Jambon en lanière, estragon ciselé, belle gelée claire.

Les œufs pochés froids Stanley sont nappés d'une gelée avec une crème d'oignon, Prince Serge d'une mayonnaise collée à la gelée sur une julienne de filets de sole et cornichons, les œufs pochés Bellevue sont pris dans une gelée blanche, etc. A. Bautte en donne nombreuses recettes.

### Les œufs en chaud-froid
La sauce chaud-froid est une sauce généralement crémée liée à la gelée. Elle s'emploie en nappage et permet des décorations sur fond clair, ivoire. La cuisine classique a développé une appétissante série d'œufs pochés en chaud-froid avec ou sans décoration de gelée : Alexandra (mousse de homard, sauce chaud-froid blanche, cordon de caviar, ils ont été servis au Président Senghor en 1951 en visite officielle), Argenteuil (sauce chaud-froid à la purée d'asperges), Chartres (mousse de volaille, lustrage à la gelée d'estragon), Horos (crème de maïs, lustrage de gelée avec julienne de jambon et de poivron), Maupassant (l'œuf est nappé d'une gelée de poisson à la sauce matelote), Printanière (sur une tartelette, une jardinière à la mayonnaise, un œuf et napper de gelée), Rigolette (purée de volaille et sauce chaud-froid colorée au coulis de tomate), Rubens (au jets de houblon),.

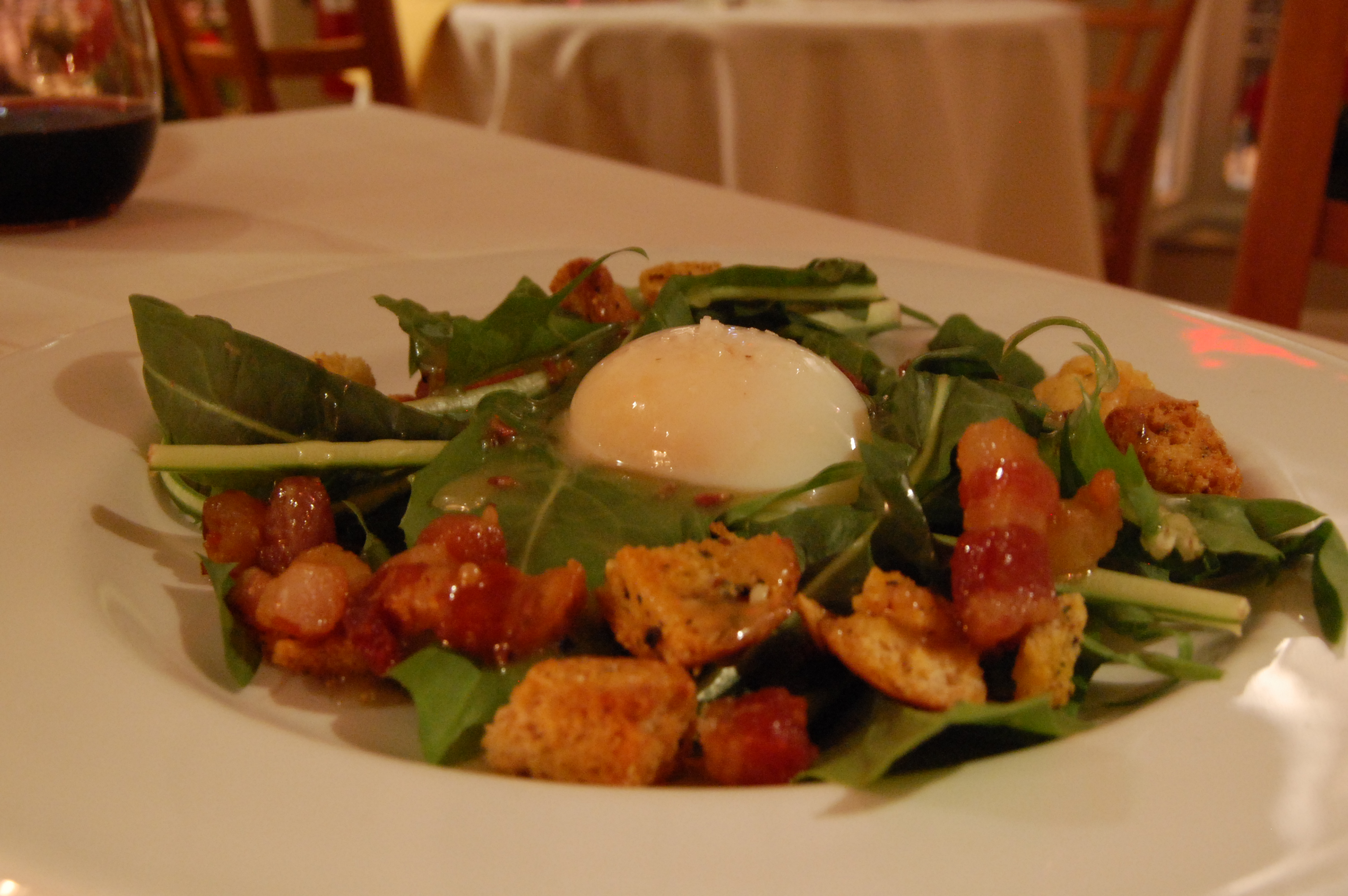
Œuf poché nappé de gelée.

### Les créatifs
Jean-François Piège a imaginé un magnifique chaud-froid d'œuf mollet au jus de truffe, très proche d'un œuf en gelée, posé sur tartelette, brunoise de céleri-rave... et beaucoup de truffe. Alain Passard a créé l'œuf d'Arpège, connu sous le nom de chaud-froid d’œuf Alain Passard (sans gelée) : le jaune est épaissi 10 min à 70 °C (= 160 °F) dans la coquille, puis il ajoute de la crème battue avec du vinaigre et du quatre-épices, du sirop d'érable et un peu de ciboulette.
La tendance éco-bio aime les œufs aux baies roses en gelée de rooibos (thé rouge) arome curcuma.

### Œuf Christian Dior
Il existe plusieurs recettes de l'œuf Christian Dior ou Œuf Dior, grand amateur d'œufs sous toutes leurs formes,. Selon la brasserie du Plaza Athénée qu'il fréquentait en voisin c'est un œuf dur farci de son jaune écrasé dans une mayonnaise aux crevettes . Selon d'autres sources le plat préféré de Christian Dior aurait été l'œuf en gelée au caviar. Il aurait pour origine soit un diner chez lui - à Deauville - en compagnie d'Yves Saint-Laurent et Pierre Bergé où l'idée leur serait venue de poser une cuillerée de caviar sur un œuf en gelée, soit un diner des anciens du Bœuf sur le toit ,. Il est toujours à la carte du restaurant parisien Prunier, spécialiste du caviar. 
L'idée de rapprocher œuf, gelée et caviar n'était pas si nouvelle, déjà A. Bautte (1907) donne un demi-œuf au caviar «dressé sur une couche de gelée ferme» («toujours servir des quartiers de citron et des tranches de pain brun en même temps que les œufs au caviar»). Après Dior, Yannick Alléno (2018) en a servi une version sophistiquée: les jaunes d’œuf de poule au caviar Golden Osciètre, en gelée de pommes acides aux graines d’anis.

### Le jambon aux œufs durs du Morvan
Tradition pascale d'œufs à la gelée de jambon préparés comme pour le jambon persillé, disposé dans des moules avec des œufs durs.  On dit aussi œufs à la gelée de jambon.

## Anthologie
- Paul Adam, L'année de Clarisse. Paris, P. Ollendorff, 1897 [92]

« A plusieurs reprises, ils dînèrent ensemble, gaiement. Cette relation la mit dans le courant de la fête. Elle fréquenta les soirs du Casino, se mit à rire sincèrement de perdre deux louis aux petits chevaux, goûta l'excellence des œufs en gelée et d'un bourgogne admirable, spécialité du restaurant Néros. En break, elle courut la campagne, s'immisça mieux au charme de la mer. Paul ne cherchait point à la reprendre. Cependant elle avait la certitude qu'un signe du petit doigt l'eût amené tout pâle sur sa poitrine. »